# Nájemní a obchodní dům Josefa Špalka
Nájemní a obchodní dům Josefa Špalka je pětipodlažní funkcionalistický obchodní a činžovní dům na plzeňském Jižním Předměstí, postavený v roce 1935 pro plzeňského stavitele Josefa Špalka. Budova je od 13. listopadu 2008 chráněná jako kulturní památka.

## Historie a popis
Po krachu strojírny bratří Belaniů se její někdejší areál, jenž nevhodně rozděloval reprezentativní třídu Českých legionářů od Klatovské třídy, začal po parcelách rozprodávat soukromníkům, kteří zde začali se stavbou svých bytových domů. Jedním z nich byl i plzeňský stavitel Josef Špalek starší. Jeho syn Josef Špalek mladší byl uznávaným architektem, který pro otcovu firmu dříve projektoval. V roce stavby činžovního a obchodního domu v ulici Na Belánce č.p. 1 byl však v SSSR, a proto byla stavba svěřena plzeňského architektovi Leovi Meislovi. Projekt domu vznikl roku 1934 a stavba byla dokončena v roce 1935. Stavbu realizovala firma ing. Antonína Špalka, prvorozeného syna Josefa Špalka staršího.
Leo Meisl, jenž si ve stejné ulici vystavěl o rok později vlastní činžovní dům, na nárožní parcele uplatnil atypické elegantní tvary, spojené s fasádami v pastelových barvách, což v celkovém pojetí okolní bytové zástavby činí Špalkův dům zcela výjimečným. Jedinečný vzhled čtyřpodlažní budovy je formován zejména rozměrnými prosklenými plochami, zeleným keramickým obkladem a vystupujícími arkýři na obou průčelích v úrovni druhého až čtvrtého patra. Břízolitová římsa zakončuje výšku objektu a skrývá za sebe nízkou pultovou střechu. Tělo objektu tvoří železobetonový skelet z progresivní výztuže ISTEG.

Objekt v sobě soustředí osm bytových jednotek několika typů: jedno-, dvou- a čtyřpokojové. Nejluxusnější je pětipokojový apartmán, rozprostírající se přes plochu celého prvního podlaží. Josef Špalek doplnil později objekt o obytné podkroví. Přízemí bylo určeno pro tři oddělené komerční prostory s rozlehlými výkladními skříněmi.